# Вильерс, Джордж Бюсси, 4-й граф Джерси

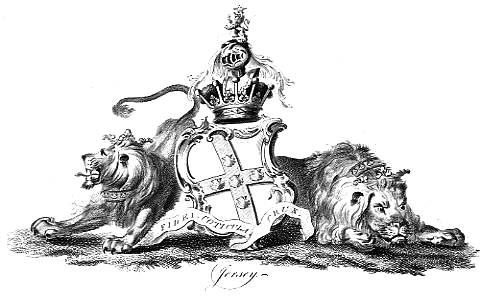
Герб 4-го графа Джерси, 1790 год

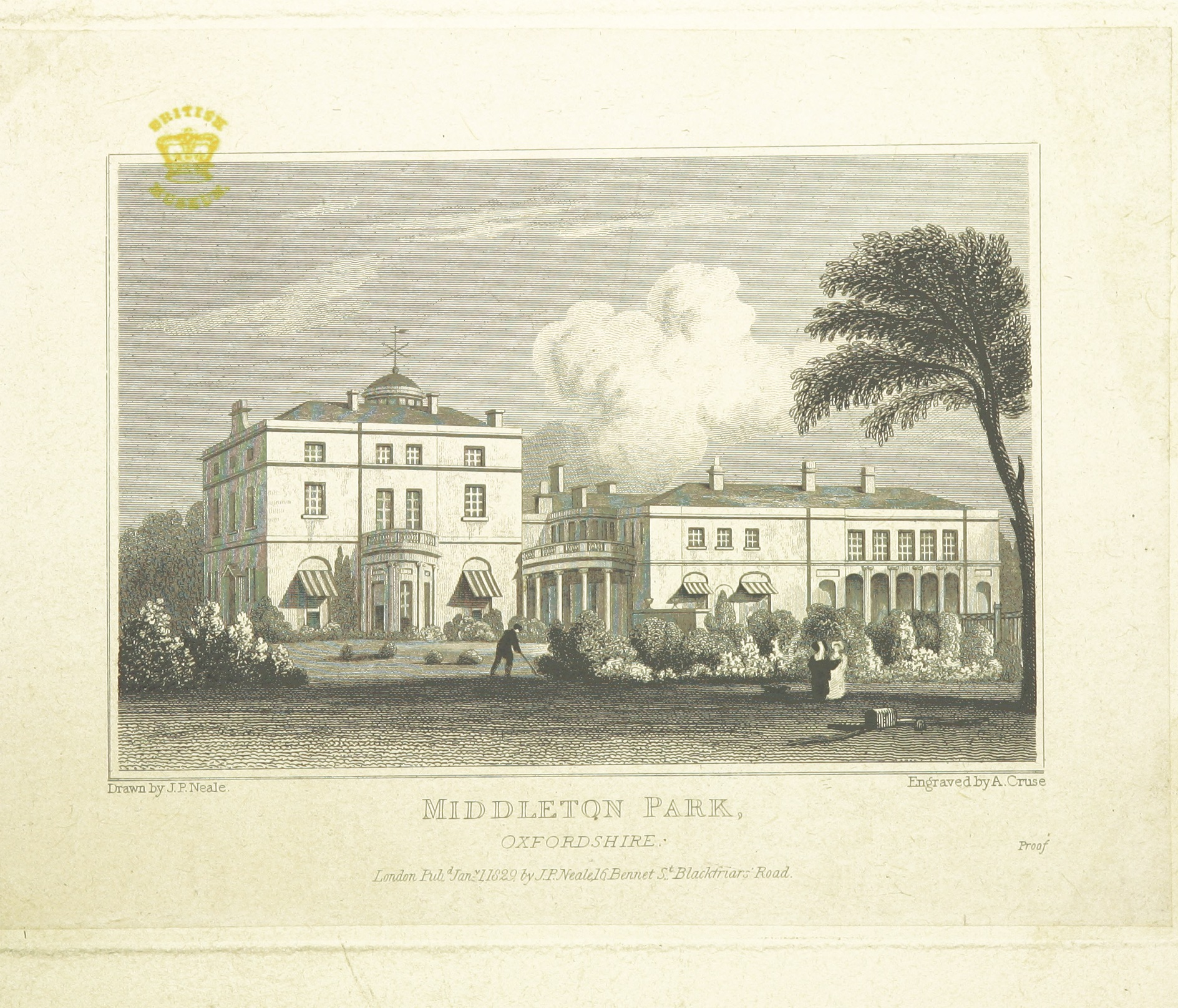
Миддлтон-Парк, Оксфордшир — резиденция графов Джерси, ок. 1830 года

Джордж Бюсси Вильерс, 4-й граф Джерси (англ. George Bussy Villiers, 4th Earl of Jersey; 9 июня 1735 — 22 августа 1805, Танбридж-Уэллс) — английский дворянин, пэр, политик и придворный при дворе Георга III.
Титулы: 4-й граф Джерси (с 28 августа 1769 года), 7-й виконт Грандисон из Лимерика, графство Литрим (с 28 августа 1769), 4-й виконт Вильерс из Дартфорда, графство Кент (с 28 августа 1769), 4-й барон Вильерс из Ху, графство Кент (с 28 августа 1769 года).

## Биография
Родился 9 июня 1735 года. Младший сын Уильяма Вильерса, 3-го графа Джерси (? — 1769), и его жены, леди Энн Эгертон (ок. 1705—1762), дочери Скрупа Эгертона, 1-го герцога Бриджуотера (1681—1744), и вдове Ризли Рассела, 3-го герцога Бедфорда (1708—1732).
В период между 1756 годом и и смертью своего отца в 1769 году, в результате которой он попал в Палату лордов, он постоянно работал в Палате общин в качестве члена парламента от Тамворта в Стаффордшире (1756—1765), Олдборо в Западном райдинге Йоркшира (1765—1768) и Дувра в Кенте (1768—1769). Он следовал политическому руководству герцога Графтона как в палате общин, так и в палате лордов. Он был лордом Адмиралтейства с 1761 по 1763 год, был приведен к присяге в Тайном совете 11 июля 1765 года и занимал пост вице-камергера с 1765 по 1769 год.
После получения звания пэра в 1769 году он был назначен камер-юнкером Георга III (1769—1777) и до 1800 года занимал должность мастера гончих (1782—1783) и других придворных должностей. Из-за его учтивых манер называли «принцем Маккарони».
В 1787 году он был избран членом Лондонского общества антиквариев.

## Семья

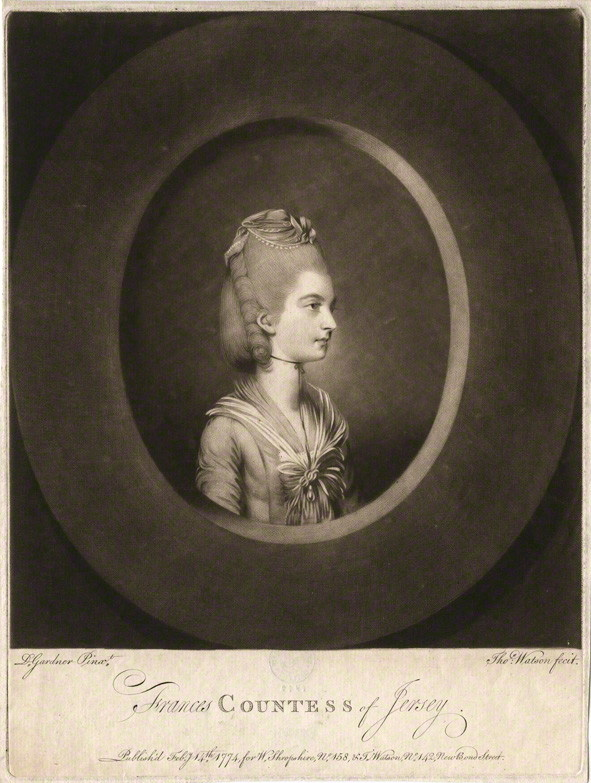
Фрэнсис Вильерс, графиня Джерси. Гравюра меццо-тинто Томаса Уотсона (1743—1781), опубликованная в 1774 году по оригинальному портрету Дэниела Гарднера.

26 марта 1770 года лорд Джерси женился на Фрэнсис Твисден (25 февраля 1753 — 23 июля 1821), в доме её отчима в приходе Сент-Мартин-ин-зе-Филдс. Фрэнсис была второй и посмертной дочерью преподобного доктора Филиппа Твисдена (ок. 1714—1752), епископа Ирландской церкви Рафо (1746—1752) и его второй жены Фрэнсис Картер (впоследствии жена генерала Джеймса Джонстона), дочери Томаса Картера из Каслмартина, мастера свитков в Ирландии.
Леди Джерси, которая была на семнадцать лет моложе своего мужа, стала одной из самых известных любовниц короля Великобритании Георга IV в 1793 году, когда он еще был принцем Уэльским. У лорда и леди Джерси было десять детей:
- Леди Шарлотта Энн Вильерс (1771 — 31 августа 1808), в 1789 году вышла замуж за лорда Уильяма Рассела
- Леди Энн Барбара Фрэнсис Вильерс (1772 — 21 апреля 1832), первым браком вышла замуж за Уильяма Генри Лэмбтона и имела детей, в том числе с Джоном Лэмбтоном, 1-м графом Даремом; во второй раз вышла замуж за Достопочтенного Чарльза Уильяма Уиндема, сына Чарльза, 2-го графа Эгремонта.
- Джордж Чайлд Вильерс, 5-й граф Джерси (19 августа 1773 — 3 октября 1859), женился на Саре Софии Фейн, дочери Джона Фейна, 10-го графа Уэстморленда, и Саре Энн Чайлд, единственной дочери Роберта Чайлда, основного акционера банковской фирмы Child & Co.
- Леди Кэролайн Элизабет Вильерс (16 декабря 1774 — 16 июня 1835), сначала вышла замуж за Генри Пэджета, 1-го маркиза Англси. Она развелась с ним в шотландском суде в 1809 году и вышла замуж во второй раз за Джорджа Кэмпбелла, 6-го герцога Аргайла.
- Леди Джорджиана Вильерс, умерла молодой.
- Леди Сара Вильерс (1779—1852), в 1799 году вышла замуж за Чарльза Натаниэля Бэйли.
- Достопочтенный Уильям Огастес Генри Вильерс (15 ноября 1780—1813), умер неженатым в Америке, приняв фамилию Мансель в 1802 году по завещанию Луизы Барбары, баронессы Вернон.
- Леди Элизабет Вильерс, умерла незамужней в 1810 году.
- Леди Фрэнсис Элизабет Вильерс (15 апреля 1786 — 14 апреля 1866), в 1803 году вышла замуж за Джона Понсонби, 1-го виконта Понсонби
- Леди Гарриет Вильерс (1788 — 18 октября 1870), в 1806 году вышла замуж за Ричарда Бэгота, епископа Оксфорда.